# Sid Ahmed Belouahem
Sid Ahmed Belouahem est un footballeur algérien né le 26 août 1977 à El-Harrach dans la wilaya d'Alger. Il évoluait au poste de défenseur central.

## Biographie
Sid Ahmed Belouahem commence sa carrière au NA Hussein Dey, club où il évolue pendant quatre saisons. Il joue ensuite six saisons et demie en faveur de l'USM Blida. Il joue ensuite trois saisons et demie avec le CA Bordj Bou Arreridj. Il termine sa carrière à l'USM Annaba où il reste deux saisons.
De 2002 à 2011, il dispute 169 matchs en première division algérienne, inscrivant deux buts.
Il atteint la finale de la Coupe d'Algérie en 2009 avec le CA Bordj Bou Arreridj, en étant battu après une séance de tirs au but par le CR Belouizdad.

## Palmarès
- Vice-champion d'Algérie en 2003 avec l'USM Blida
- Finaliste de la Coupe d'Algérie en 2009 avec le CA Bordj Bou Arreridj

## Statistiques
| Saison                | Club                  | Championnat           | Championnat | Championnat | Coupe nationale | Coupe nationale | Coupe de la Ligue | Coupe de la Ligue | Compétition(s) continentale(s) | Compétition(s) continentale(s) | Compétition(s) continentale(s) | Total | Total |
| Saison                | Club                  | Division              | M.          | B.          | M.              | B.              | M.                | B.                | Comp.                          | M.                             | B.                             | M.    | B.    |
| 2001-2002             | USM Blida             | 1                     | 14          | 0           | 0               | 0               | -                 | -                 | -                              | -                              | -                              | 14    | 0     |
| 2002-2003             | USM Blida             | 1                     | 23          | 1           | 1               | 0               | -                 | -                 | -                              | -                              | -                              | 24    | 1     |
| 2003-2004             | USM Blida             | 1                     | 24          | 0           | 2               | 0               | -                 | -                 | Arabe                          | 6                              | 0                              | 32    | 0     |
| 2004-2005             | USM Blida             | 1                     | 22          | 1           | 3               | 0               | -                 | -                 | -                              | -                              | -                              | 25    | 1     |
| 2005-2006             | USM Blida             | 1                     | 23          | 1           | 1               | 0               | -                 | -                 | -                              | -                              | -                              | 24    | 1     |
| 2006-2007             | USM Blida             | 1                     | 21          | 0           | 3               | 0               | -                 | -                 | -                              | -                              | -                              | 24    | 0     |
| 2007-2008             | USM Blida             | 1                     | 10          | 0           | -               | -               | -                 | -                 | -                              | -                              | -                              | 10    | 0     |
| Sous-total            | Sous-total            | Sous-total            | 137         | 3           | 10              | 0               | -                 | -                 | -                              | 6                              | 0                              | 153   | 3     |
| 2007-2008             | CA Bordj Bou Arreridj | 1                     | 12          | 1           | -               | -               | -                 | -                 | -                              | -                              | -                              | 12    | 1     |
| 2008-2009             | CA Bordj Bou Arreridj | 1                     | 21          | 0           | -               | -               | -                 | -                 | -                              | -                              | -                              | 21    | 0     |
| 2009-2010             | CA Bordj Bou Arreridj | 1                     | 23          | 0           | -               | -               | -                 | -                 | -                              | -                              | -                              | 23    | 0     |
| 2010-2011             | CA Bordj Bou Arreridj | 1                     | 20          | 0           | -               | -               | -                 | -                 | -                              | -                              | -                              | 20    | 0     |
| Sous-total            | Sous-total            | Sous-total            | 76          | 1           | -               | -               | -                 | -                 | -                              | -                              | -                              | 76    | 1     |
| Total sur la carrière | Total sur la carrière | Total sur la carrière | 214         | 3           | 10              | 0               | 0                 | 0                 | -                              | 6                              | 0                              | 230   | 3     |